# Gloeandromyces streblae
Gloeandromyces streblae är en svampart som beskrevs av Thaxt. 1931. Gloeandromyces streblae ingår i släktet Gloeandromyces och familjen Laboulbeniaceae.   Inga underarter finns listade i Catalogue of Life.